# Cárdenas (Kuba)
San Juan de Díos de Cárdenas oder einfach Cárdenas ist eine Stadt und ein Municipio in der Provinz Matanzas in Kuba. Es grenzt im Norden an die Floridastraße, im Osten an die Municipios Martí und Perico, im Süden an Jovellanos, im Südwesten an Limonar und im Westen an die Provinzhauptstadt Matanzas. Zum Municipio gehört seit 2010 auch der Ort Varadero (vorher ein eigenes Municipio). Das Municipio besitzt eine Fläche von 528,8 km² und es leben hier 143.593 Menschen (Zensus 2012).  
Gegründet wurde die Stadt im Jahre 1828. Die Bevölkerung wuchs, dank des Hafens, der den effizienten Handel mit den in der Region angebauten landwirtschaftlichen Produkten erlaubte und auch noch heute einer der wichtigsten Häfen des Landes ist. Cárdenas wurde zum Hauptzentrum der Zuckerproduktion des Landes. 1850 hisste der Patriot Narciso López hier das erste Mal die Flagge Kubas, weshalb die Stadt auch den Beinamen Ciudad Bandera („Flaggenstadt“) trägt. 
Cárdenas ist durch verschiedene Autobahnen und Eisenbahnlinien verkehrsmäßig gut erschlossen. Weitere wirtschaftliche Bedeutung hat die Förderung des in der Bahía de Cárdenas lagernden Erdöls und Erdgases.

## Volksaufstand vom Juni 1962
Im Juni 1962 war Cárdenas Ort der ersten großen Protestdemonstration der kubanischen Bevölkerung gegen die Regierung unter Fidel Castro. Viele Bewohner der Stadt waren unzufrieden mit den Auswirkungen der kommunistischen Wirtschaftspolitik und der Einschränkungen ihrer Freiheiten. Die Versorgungssituation hatte sich seit der Revolution von 1959 deutlich verschlechtert, so dass die Regierung die landesweite Lebensmittelrationierung einführte. Die hauptsächliche Protestform waren Straßendemonstrationen überwiegend ärmerer schwarzer Frauen, die auf ihre leeren Kochtöpfe schlugen und dabei Lebensmittel und ein Ende der Unterdrückungsmaßnahmen forderten. Die kubanische Führung schickte Soldaten und Panzer aus anderen Landesteilen nach Cárdenas, um die Proteste zu ersticken, es kam zu zahlreichen Verhaftungen und vier standrechtlichen Hinrichtungen der mutmaßlichen Anführer.  Anschließend ließ die Regierung die Panzer in einer Militärparade auffahren, die auch Artillerie und Überflüge von Kampfflugzeugen umfasste und einschließlich einer Siegesrede des nach Cárdenas gekommenen Staatspräsidenten Osvaldo Dorticós landesweit im Fernsehen und Hörfunk übertragen wurde. Als Castro ein Jahr darauf in Cárdenas eine Rede hielt, richtete er dabei warnende Worte an „das konterrevolutionäre Lumpenproletariat und seine Verbündeten aus der Bourgeoisie“ in der Provinz Matanzas: „Um das Lumpenproletariat zu vertreiben reicht ein einziger Tag.“

## Söhne und Töchter der Stadt
- Elián González (* 1993), Bootsflüchtling
- Gisela Hernández Gonzalo (1912–1971), Musikwissenschaftlerin und Komponistin
- Danell Leyva (* 1991), US-amerikanischer Geräteturner
- Silvano Pedroso Montalvo (* 1953), römisch-katholischer Geistlicher, Bischof von Guantánamo-Baracoa
- Santiago Rodriguez (* 1952), klassischer Pianist
- Ernest Sosa (* 1940), Philosoph